# Freiherr-vom-Stein-Plakette
Die Freiherr-vom-Stein-Plakette wird sowohl vom Land Hessen seit 22. Mai 1951, als auch von Rheinland-Pfalz seit 1954 verliehen. Sie ist nach Heinrich Friedrich Karl Freiherr vom Stein (1757–1831) benannt.
- Freiherr-vom-Stein-Plakette (Hessen)
- Freiherr-vom-Stein-Plakette (Rheinland-Pfalz)

Darüber hinaus gab oder gibt es eine gleichnamige Auszeichnung des Verbandes badischer Gemeinden.

## Ähnliche Auszeichnungen
Die beiden Bundesländer Saarland und Schleswig-Holstein vergeben ebenfalls jeweils eine kommunalpolitische Auszeichnung:
- Freiherr-vom-Stein-Medaille (Saarland)
- Freiherr-vom-Stein-Medaille (Schleswig-Holstein)